# Carl Jules Weyl
Carl Jules Weyl (Stoccarda, 6 dicembre 1890 – Los Angeles, 12 luglio 1948) è stato uno scenografo statunitense.

## Biografia
Ha preso parte a circa 50 film tra il 1935 ed il 1947. Ha vinto l'Oscar alla migliore scenografia nell'ambito dei Premi Oscar 1939 per Robin Hood.

## Filmografia
- Avventura a mezzanotte (It's Love I'm After), regia di Archie Mayo (1937)
- Io ti aspetterò (The Sisters), regia di Anatole Litvak (1938)
- Paradiso proibito (All This, and Heaven Too), regia di Anatole Litvak (1940)
- Ombre malesi (The Letter), regia di William Wyler (1940)
- Ribalta di gloria (Yankee Doodle Dandy), regia di Michael Curtiz (1942)
- L'avventura impossibile (Desperate Journey), regia di Raoul Walsh (1942)
- Il giuramento dei forzati (Passage to Marseille), regia di Michael Curtiz (1944)